# 王兰英 (唐朝)
王兰英（?—?），号兰英，唐朝初年女性人物，独狐师仁的乳母。
独孤师仁之父独孤武都（独孤信之孙、独孤罗之子）计划背叛王世充归唐，事发被王世充诛杀。独孤师仁当时三岁，免死禁锢，王兰英请剃去头发、用铁圈束颈，以求抚养独孤师仁，王世充同意了。当时丧乱年饥，人多饿死，王兰英行乞丐为生。得到食物，就给独孤师仁，王兰英有时只是吃土饮水。后假装打柴，带着独孤师仁逃到长安。唐高祖嘉赏其义，下诏：“师仁乳母王氏，慈惠有闻，抚鞠无倦，提携遗幼，背逆归朝。宜有褒隆，以锡其号。可封永寿郡君”。